# Коновалов, Игорь Олегович
И́горь Оле́гович Конова́лов (род. 8 июля 1996, Белореченск, Краснодарский край) — российский футболист, полузащитник белорусского клуба «Динамо-Брест».

## Клубная карьера
Родился в Белореченске. Футболом начал заниматься в белореченской ДЮСШ «Юность». Летом 2007 года перешёл в академию московского «Спартака».
С 2013 выступал за молодёжную команду «Спартака», за которую провёл в 3 игры в молодёжном первенстве. 
В июле 2014 года перешёл в молодёжную команду подольского «Витязя».
29 августа 2014 года пополнил состав «Кубани». В сезоне 2014/15 сыграл 22 матча и забил 1 гол за молодёжный состав. 
31 июля 2015 года за основную команду «Кубани» в РФПЛ на 76-й минуте матча с «Уфой» заменив Романа Павлюченко. По итогам сезона 2015/16 занял с командой 14-е место и проиграв в стыковых матчах «Кубани» вылетел в ФНЛ.
23 февраля 2018 был куплен клубом «Рубин». 
12 января 2021 года на правах аренды перешёл в тульский «Арсенал». 
12 июля 2021 года был арендован клубом «Ахмат». 
17 июня 2022 года в рамках арендного соглашения пополнил состав «Урала». В августе 2022 года порвал ахиллово сухожилие, вследствие чего был прооперирован и пропустил оставшуюся часть сезона 2022/23. 
26 января 2024 года на правах свободного агента перешёл в «СКА-Хабаровск». 
13 июня 2024 года подписал контракт с московским «Торпедо». 30 августа 2024 года контракт был расторгнут по соглашению сторон. 
14 февраля 2025 года пополнил состав белорусского клуба «Динамо-Брест». 10 июля 2025 года в матче против черногорского клуба «Сутьеска» дебютировал в квалификационном раунде Лиги конференций УЕФА. 

## Карьера в сборной
В мае 2017 года был впервые вызван в молодёжную сборную России. 27 мая 2017 год дебютировал за сборную в товарищеском матче с молодёжной сборной Узбекистана, заменив в перерыве матча Даниила Фомина.

## Статистика выступлений
| Выступление      | Выступление      | Выступление      | Лига | Лига | Кубки | Кубки | Еврокубки | Еврокубки | Стыковые матчи | Стыковые матчи | Итого | Итого |
| Клуб             | Лига             | Сезон            | Игры | Голы | Игры  | Голы  | Игры      | Голы      | Игры           | Голы           | Игры  | Голы  |
| ---------------- | ---------------- | ---------------- | ---- | ---- | ----- | ----- | --------- | --------- | -------------- | -------------- | ----- | ----- |
| Кубань           | РФПЛ             | 2015/16          | 3    | 0    | 1     | 0     | —         | —         | 0              | 0              | 4     | 0     |
| Кубань           | ФНЛ              | 2016/17          | 13   | 1    | 1     | 0     | —         | —         | —              | —              | 14    | 1     |
| Кубань           | ФНЛ              | 2017/18          | 23   | 1    | 2     | 0     | —         | —         | —              | —              | 25    | 1     |
| Кубань           | Итого            | Итого            | 39   | 2    | 4     | 0     | —         | —         | 0              | 0              | 43    | 2     |
| → Кубань-2       | ПФЛ              | 2016/17          | 17   | 3    | —     | —     | —         | —         | —              | —              | 17    | 3     |
| → Кубань-2       | ПФЛ              | 2017/18          | 2    | 0    | —     | —     | —         | —         | —              | —              | 2     | 0     |
| → Кубань-2       | Итого            | Итого            | 19   | 3    | —     | —     | —         | —         | —              | —              | 19    | 3     |
| Рубин            | РФПЛ             | 2017/18          | 7    | 0    | 0     | 0     | —         | —         | —              | —              | 7     | 0     |
| Рубин            | РПЛ              | 2018/19          | 27   | 1    | 2     | 0     | —         | —         | —              | —              | 29    | 1     |
| Рубин            | РПЛ              | 2019/20          | 29   | 1    | 1     | 0     | —         | —         | —              | —              | 30    | 1     |
| Рубин            | РПЛ              | 2020/21          | 6    | 0    | 1     | 0     | —         | —         | —              | —              | 7     | 0     |
| Рубин            | РПЛ              | 2023/24          | 1    | 0    | 3     | 0     | —         | —         | —              | —              | 4     | 0     |
| Рубин            | Итого            | Итого            | 70   | 2    | 7     | 0     | —         | —         | —              | —              | 77    | 2     |
| → Арсенал        | РПЛ              | 2020/21          | 9    | 0    | 1     | 0     | —         | —         | —              | —              | 10    | 0     |
| → Арсенал        | Итого            | Итого            | 9    | 0    | 1     | 0     | —         | —         | —              | —              | 10    | 0     |
| → Ахмат          | РПЛ              | 2021/22          | 25   | 3    | 2     | 0     | —         | —         | —              | —              | 27    | 3     |
| → Ахмат          | Итого            | Итого            | 25   | 3    | 2     | 0     | —         | —         | —              | —              | 27    | 3     |
| → Урал           | РПЛ              | 2022/23          | 6    | 0    | 0     | 0     | —         | —         | —              | —              | 6     | 0     |
| → Урал           | Итого            | Итого            | 6    | 0    | 0     | 0     | —         | —         | —              | —              | 6     | 0     |
| СКА-Хабаровск    | Первая лига      | 2023/24          | 13   | 0    | 2     | 0     | —         | —         | —              | —              | 15    | 0     |
| СКА-Хабаровск    | Итого            | Итого            | 13   | 0    | 2     | 0     | —         | —         | —              | —              | 15    | 0     |
| Торпедо (Москва) | Первая лига      | 2024/25          | 2    | 0    | 0     | 0     | —         | —         | —              | —              | 2     | 0     |
| Торпедо (Москва) | Итого            | Итого            | 2    | 0    | 0     | 0     | —         | —         | —              | —              | 2     | 0     |
| Динамо-Брест     | Высшая лига      | 2025             | 18   | 1    | 1     | 0     | 2         | 0         | —              | —              | 21    | 1     |
| Динамо-Брест     | Итого            | Итого            | 18   | 1    | 1     | 0     | 2         | 0         | —              | —              | 21    | 1     |
| Всего за карьеру | Всего за карьеру | Всего за карьеру | 201  | 11   | 17    | 0     | 2         | 0         | 0              | 0              | 220   | 11    |